# Зад решетките (филм, 1989)
„Зад решетките“ (на английски: Lock Up) е американски филм от 1989 г., режисиран от Джон Флин, с участието на Силвестър Сталоун и Доналд Съдърланд. Филмът излиза на екран от 4 август 1989 г.
Времетраенето на „Зад решетките“ е 115 минути.

## Актьорски състав
| Актьор               | Роля                                                 |
| -------------------- | ---------------------------------------------------- |
| Силвестър Сталоун    | Франк Леоне – затворник                              |
| Доналд Съдърланд     | Уорден Драмгул – директорът на затвора               |
| Джон Еймъс           | капитан Майснер – командир на надзирателите          |
| Сони Лендъм          | „Чинк“ Вебер – лидер на банда затворници             |
| Том Сайзмор          | Далас – затворник, приятел на Леоне                  |
| Франк Макри          | „Затъмнение“ – затворник, приятел на Леоне           |
| Дарлан Флугел        | Мелиса – годеницата на Леоне                         |
| Уилям Алън Йънг      | Брейдън – пазач в затвора                            |
| Лари Романо          | „Първа база“ Пена – млад затворник, приятел на Леоне |
| Джордан Лунд         | Менли – пазач в затвора                              |
| Джон Лила            | Уайли – пазач в затвора                              |
| Дийн Дювал           | Ърни                                                 |
| Джери Стривели       | Луи Мунафо                                           |
| Дейвид Антъни Маршал | Мастроун – пазач в затвора                           |
| Курек Ашли           | член на бандата на „Чинк“                            |
| Майкъл Петрони       | член на бандата на „Чинк“                            |
| Дани Трехо           | член на бандата на „Чинк“                            |
| Франк Пеше           | Джонсън                                              |

## В България
| Озвучаващи артисти | Наталия Бардская Сава Пиперов Веселин Мезеклиев Пламен Захов |

| Озвучаващи артисти  | Петя Абаджиева Тодор Георгиев Любомир Младенов Илия Иванов Мартин Герасков |
| Преводач            | Полина Николова                                                            |
| Тонрежисьор         | Венсан Мазманян                                                            |
| Режисьор на дублажа | Здрава Каменова                                                            |